# 游戏时光
游戏时光（VGtime）是一家中国大陆的电子游戏主题综合类网站。由多名曾在中国大陆著名游戏杂志《游戏机实用技术》和游戏网站level-up游戏城寨担任过资深编辑的游戏媒体人在2015年创建。目前与《游戏机实用技术》合并。

## 历史
2010年11月，《游戏机实用技术》所属游戏网站及论坛level-up游戏城寨因为种种原因关站（一说是遭到举报网站内有不良内容，一说是网站运营始终无法得到投资人的满意）。这导致了此后多名《游戏机实用技术》资深编辑陆续离职。
2013年9月底，中国（上海）自由贸易试验区正式成立，此举使得在中国大陆禁售20余年的电子游戏机获得了解禁，微软和索尼电脑娱乐随后在上海建立面向中国大陆地区的事业部；这也让中国大陆的游戏媒体人看到了机遇。
2014年12月底，原level-up游戏城寨的站长“泰坦”、新闻官“六段音速”和“风间仁”以及原《游戏机实用技术》的资深编辑“Gouki”、“ACE飞行员”和原土豆网游戏频道主编“Bluecube”等人在上海创建了游戏时光。
2015年2月，游戏时光开始在新浪微博上发送游戏新闻及文章，并在5月时正式上线其官方网站。在同年7月开始与曾经的老东家《游戏机实用技术》开始展开合作。
2016年12月，启用了新设计的网站。
2017年2月，开始制作播出网络电台节目。
2021年，运营《游戏机实用技术》的深圳市西域图文设计有限公司退出游戏时光的投资。
2023年4月23日晚，游戏时光編輯部发布公告，声称由於不滿投資方在網站引入“自动抓取脚本”的做法，所有编辑“均已主动或被迫离开”。次日游戏时光官方發出《“VGtime游戏时光”公告》，表示昨天內容是“离职员工利用官方账号发布信息为虚假内容”。

## 事件
PSN奖杯数据涉嫌盗用
2017年5月31日，游戏时光的手机app更新了同步PSN奖杯数据功能，但之后确认该功能的数据均来自中国大陆的奖杯网站PSNINE，并抓取使用奖杯数据的图片文件。